# Hermandad del Amor (Córdoba)
La Dominica y Real Hermandad y Cofradía del Santísimo Cristo del Amor, Nuestro Padre Jesús del Silencio en el Desprecio de Herodes, y María Santísima de la Encarnación es una Hermandad de culto católico de la ciudad de Córdoba. Tiene su sede canónica en la Iglesia de Jesús Divino Obrero, situada en la popular barrio de El Cerro, y hace su Estación de Penitencia en la tarde del Domingo de Ramos.
Es una de las dos únicas hermandades de Córdoba que procesiona tres pasos en la Semana Santa junto a la Hermandad del Huerto, la cual procesiona el mismo día.

## Historia
La Hermandad se constituyó en torno a una antigua imagen de un Crucificado de proporciones menores al tamaño natural, al que se rendía culto en la ciudad desde las primeras décadas del siglo XVI. En aquellas fechas, se encontraba en la ermita de San José, aledaña a la plaza de la Magdalena y era procesionado cada Viernes Santo por una primitiva cofradía a la que pertenecían los más destacados miembros de la sociedad cordobesa. En el paso de dicha cofradía, procesionaba la imagen del Crucificado, junto con las de la Virgen Dolorosa, San Juan Evangelista, la Verónica, San Dimas y Gestas.
Desvirtuado el carácter religioso y hospitalario de la ermita, y llegados al siglo XIX, en que las tres hermandades existentes en ella (Santo Crucifijo, San Nuflo y San José) quedan refundidas en una sola, se asiste a un paulatino declive, hasta que en 1820 se suprime la Estación de Penitencia, en virtud del decreto que instituía la procesión oficial del Santo Entierro, única permitida. A muy poco desaparece la Cofradía y la ermita es cerrada al culto. Allí permaneció la imagen hasta que, construida la nueva parroquia de Jesús Divino Obrero, y a instancias del obispo de Córdoba Fray Albino, es trasladada a dicho templo. Seguidamente, D. Pelayo González, primer párroco de la parroquia, al frente de un grupo vecinos del barrio de El Cerro, propuso la creación de la Hermandad, siendo registrada su fundación el 8 de mayo de 1955. La aprobación de los requerimientos necesarios fueron respondidos positivamente por el obispo Fray Albino, con fecha 28 de octubre de ese mismo año, siendo admitidos sus primeros estatutos, y teniendo lugar su erección canónica el 6 de agosto del año siguiente. 
Ya desde mayo de ese año, reunida por primera vez el grupo de feligreses que fundaron la Hermandad, se constituyó una Junta provisional de Gobierno, que, una vez establecida canónicamente la Hermandad, pasó a ser el primer hermano mayor de la misma. Una de sus primeras decisiones fue la restauración del Señor, el cual se encontraba muy deteriorado, y pudo ser intervenido gracias a la generosa iniciativa del párroco, que también costeó el paso con el que el Cristo salió algunos años. En 1956 estaba prevista la primera salida procesional de la Hermandad, pero la lluvia la retrasó al Domingo de Ramos del año siguiente. A partir de 1958, la Hermandad fue la tercera de las cuatro que procesionaban el Domingo de Ramos en hacer su entrada en el itinerario oficial, aunque entre 1963 a 1968 lo hizo en primer lugar.

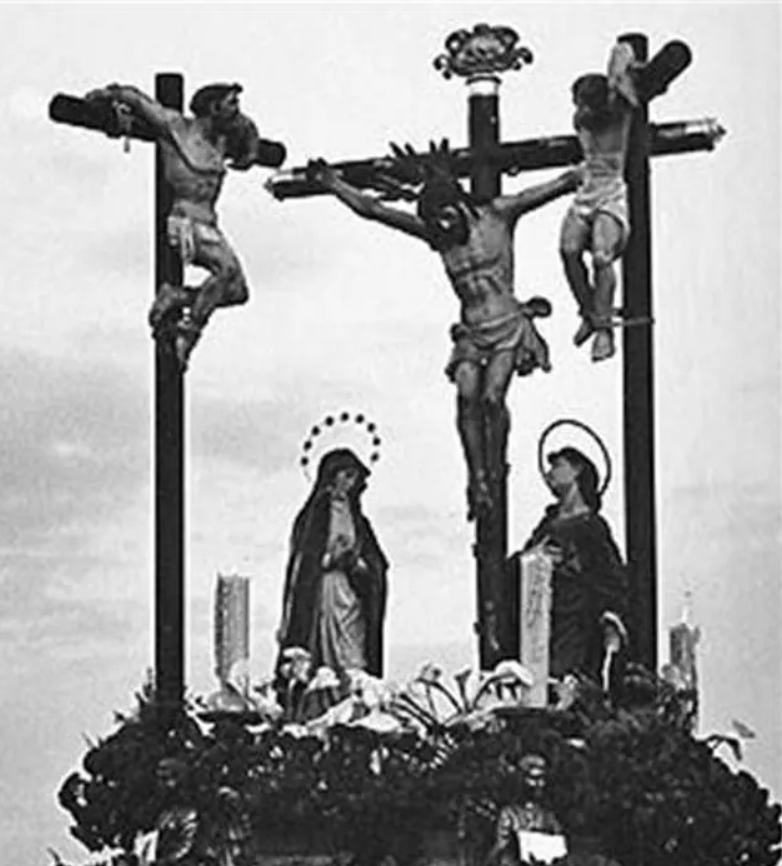
Estampa de los años setenta del misterio de la Hermandad del Amor.

Durante los sesenta, se fue consolidando, al tiempo que enriquecía el hasta entonces humilde patrimonio material. En 1968 tuvo lugar el estreno de un nuevo paso para el Señor, y en 1969 una cruz de guía.. Durante todos estos años, la Hermandad procesionó con un único paso en el que, además de su Titular, figuraban dos pequeñas imágenes de la Virgen y de San Juan, conjunto que se vio incrementado en 1973 con San Dimas y Gestas, constituyendo así una nutridísima escena sobre una canastilla de reducidas dimensiones, si bien, a partir de 1981, quedó solamente en este paso la figura del Crucificado. En la Semana Santa de 1971 presentó la singularidad histórica de que, al no poder procesionar el Domingo de Ramos a causa de la lluvia, terminó haciéndolo el Jueves Santo, aunque sin llegar a la Carrera Oficial.
El 25 de marzo de 1981, don Pelayo y fray Ricardo de Córdoba bendecían la nueva imagen de la María Santísima de la Encarnación, que había sido encargada por la Hermandad al imaginero sevillano Luis Álvarez Duarte en el año 1979. Su incorporación exigió un cambio en los estatutos, que ya habían sido renovados en 1975, para permitir la cotitularidad de la Señora, modificación que es aprobada el 21 de marzo de 1982. El mismo año de su bendición tuvo lugar su primera Estación de Penitencia, llevando en sus primeras salidas a costaleros de la Hermandad del Císter. Sin embargo, ya en 1984, las hermanas de la cofradía decidieron asumir la responsabilidad de llevar a la titular mariana de la Hermandad el Domingo de Ramos. Si bien el primer año la mecieron hasta abandonar su barrio, ya al siguiente realizaron toda la salida procesional, siendo así la Hermandad reconocida por ser pionera en la fundación de la primera cuadrilla de mujeres costaleras de Andalucía. En lo que se refiere a la talla, ésta ha tenido que ser restaurada en dos ocasiones: una en 1985 y la otra más reciente en 2016, siendo las dos veces intervenida por su mismo autor Álvarez Duarte.
1991 estuvo marcado por la incorporación a la Hermandad de la imagen de Nuestro Padre Jesús del Silencio, obra de Ortega Bru, y que fue realizada en un principio para una Hermandad que se pretendía constituir en Cádiz. Sin embargo, los obstáculos presentados por el Consejo Diocesano de Hermandades y Cofradías de Cádiz, y la propia diócesis, a la incorporación de una nueva cofradía así como la participación de fray Ricardo de Córdoba, hicieron que estos cofrades gaditanos, dirigidos por Silverio Sotomayor, trajeran la imagen a la capital cordobesa en septiembre de ese año. Recibido con la calurosa acogida de la Hermandad del Amor, la Sagrada Imagen fue depositada en la sede de la Agrupación de Cofradías, el 25 de septiembre, siendo trasladada a la parroquia de Jesús Divino Obrero el 16 de noviembre en una solemne procesión con representación de todas las cofradías agrupadas. Se incorporó a la Estación de Penitencia en el año 1992, convirtiéndose así en la única Hermandad de aquel momento que procesionaba tres pasos. No obstante, en dicho año no pudo completar su recorrido completo, ya que a la altura de la parroquia de San Francisco, una rotura en los pies de la imagen obligó a dejarla en dicha parroquia. Ya en 1993 realizó su recorrido completo. En el año 1994, el imaginero Manuel Téllez realizó las figuras de Herodes y un sayón, terminado de completar el misterio en el año 2003.
Entre las bandas que acompañan a la Cofradía en su Estación penitencial, comenzó a llevar tras el palio a su propia banda de música: la Agrupación Músico-Cultural Stmo. Cristo del Amor, creada por impulso de Francisco Vázquez Vacas en 1972, como evolución de las dos Bandas de Cornetas y Tambores con las que ya contaba la Hermandad, y que motivó el patrocinio de una auténtica escuela musical.
En el año 2005, la Hermandad celebró su Cincuenta Aniversario Fundacional, con un extenso programa de actos que culminó con una Salida Extraordinaria que llevó al paso del Santísimo Cristo del Amor a la Santa Iglesia Catedral en la tarde del día 22 de octubre. Para esta especial ocasión, el Santísimo Cristo del Amor volvió a ser acompañado por las imágenes de la Virgen y San Juan que lo acompañaban en los primeros tiempos de la Hermandad, y los cuales fueron recuperados definitivamente en el Domingo de Ramos de 2009.
El 14 de septiembre de 2013, con motivo de la celebración del Vía Crucis Magno de la Fe en la capital cordobesa, y al cual la Hermandad fue invitada a participar, se produjo la salida del Crucificado sobre su paso procesional, junto a las imágenes de la Dolorosa y San Juan, como hacía cada Domingo de Ramos, pero con la particularidad esta vez de llevar consigo también a las tallas de los dos ladrones. La razón para que esto se produjese fue que se pidió a todas las cofradías que participaron, que sus titulares presentasen alguna novedad con respecto a la Semana Santa, aunque principalmente se debió a la estación del Vía Crucis que a la Hermandad le tocó representar: Jesús promete su reino al buen ladrón.
En 2019, la Hermandad participó en la Magna Nazarena, por la cual llevó a sus dos titulares cristíferos sobre sus pasos procesionales hasta Mezquita-Catedral el 14 de septiembre de ese año, para estar expuestos durante una semana en el interior del Primer Templo de la diócesis. Una semana después, el 21 de septiembre, volvieron a su sede canónica de nuevo sobre sus pasos.

## Sagrados Titulares

### Nuestro Padre Jesús del Silencio en el desprecio de Herodes

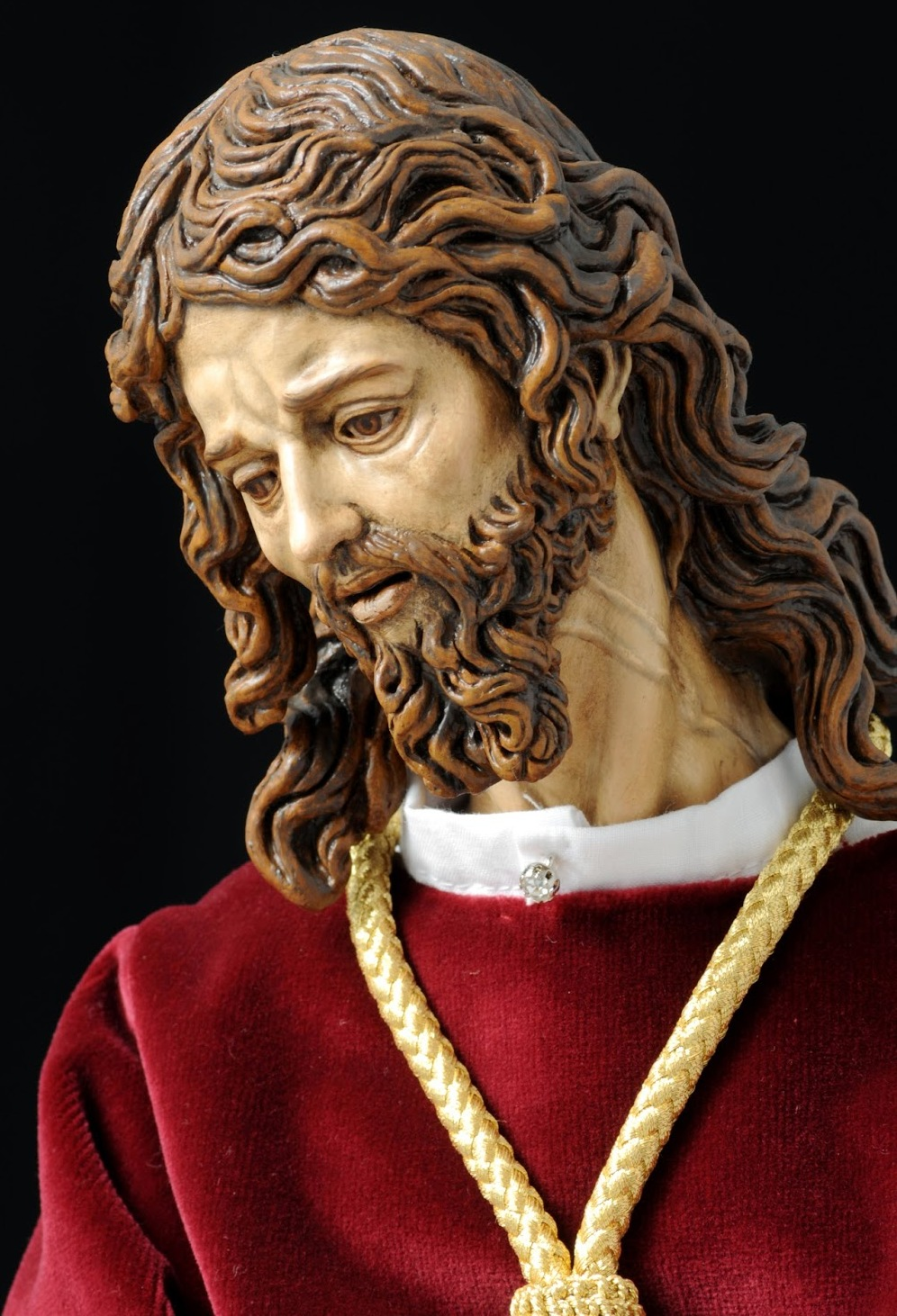
Copia en miniatura de Nuestro Padre Jesús del Silencio en el Desprecio de Herodes.

Se trata de una imagen de tamaño natural, obra de Luis Ortega Bru de 1980, siendo la única talla del imaginero de la capital cordobesa. Se bendijo en la Iglesia de San Antonio de Cádiz, el 22 de noviembre de 1981, festividad de Cristo Rey. Fue donada a la Hermandad del Amor por un grupo de devotos gaditanos una década después, venerándose en la Iglesia de Jesús Divino Obrero desde su llegada el 16 de noviembre. Realizó su primera Estación de Penitencia el Domingo de Ramos de 1992, ocupando el primer lugar en el cortejo. Sin embargo, ésta resultó algo accidentada, debido a una rotura en los pies de la imagen, y la cual le impidió llegar a la Carrera Oficial. Una vez pasada la Semana Santa, fue restaurado por D. José Rodríguez Rivero-Carrera.
Procesiona sobre un paso de misterio que representa el desprecio del Rey Herodes al Señor, después de que éste no respondiera a las preguntas que le formulaba. Las imágenes que completan el resto del misterio son es un escriba, dos sanedritas, un centurión romano y un esclavo, siendo todas obra de Manuel Téllez entre 1994 y 2003. Su paso combina la madera barnizada con el dorado en cartelas, molduras y cresterías, una labor que está desarrollando la doradora gaditana Felisa García Llanera. El barnizado en caoba, a cargo de Manuel Valverde, ya se completó íntegramente. 

### Santísimo Cristo del Amor
Imagen atribuida a Martín de la Torre, cerca del año 1553, se trata de la imagen de un crucificado muerto de menores dimensiones, el cual rescatado para el culto por el obispo fray Albino en 1954, quien le asignó la nueva advocación de Cristo del Amor. Se tiene constancia de que ha sido restaurado en cuatro ocasiones: 1885 por autor desconocido, en 1956 por el escultor cordobés Camacho Melero, en 1985 por Luis Álvarez Duarte, y finalmente en 2006 por Enrique Ortega.
En la actualidad, procesiona junto a las imágenes de una Dolorosa y un San Juan Evangelista, también de menores dimensiones, y también atribuidas a Martín de la Torre.  No obstante, durante la segunda mitad del siglo XX, llegó a procesionar junto a otras dos imágenes del Buen y Mal Ladrón, también del siglo XVI pero sin fijación de autoría. De hecho, todas estas imágenes formaron parte de la misma Hermandad de la ermita del Crucifijo, siendo recuperadas por la Hermandad del Amor para el mismo paso procesional. Sin embargo, debido a su deterioro dejaron de salir en la Estación de Penitencia en la década de los ochenta, siendo recuperados la Dolorosa y San Juan Evangelista tras la Salida Extraordinaria de la Hermandad del año 2005, y los dos ladrones de forma excepcional para el Via Crucis Magno de la Fe del año 2013. 
La Dolorosa aparece a la derecha de la Cruz, erguida, con actitud serena y dolor contenido, aceptando con dignidad el trance del Hijo. Se presenta vestida con el atavío de viuda propio de la reina Juana, simbólicamente amortajada en vida tras la muerte de Felipe el Hermoso. Después de todo, la imagen fue realizada en los últimos años de vida de la reina. Su rostro, envuelto por el manto, expresa un profundo dolor que se potencia con la posición de sus manos entrelazadas en actitud de oración y súplica. Su pierna izquierda ligeramente flexionada imprime cierto dinamismo a la imagen cuya ampulosa túnica se va apuntando hacia los pies anunciando otras formas artísticas. San Juan, a la izquierda del titular, aparece vestido con túnica verde y capa española carmesí propia de la corte de Felipe II. Parece mantener un diálogo con el Señor, ejemplificando la teatralidad a través de la posición de la cabeza, manos y piernas. 
El paso sobre el que procesionan las tres imágenes fue proyectado y tallado por Manuel Guzmán Bejarano en 1979, autor también de la actual cruz de la talla del Cristo del Amor, en 1991.

### María Santísima de la Encarnación

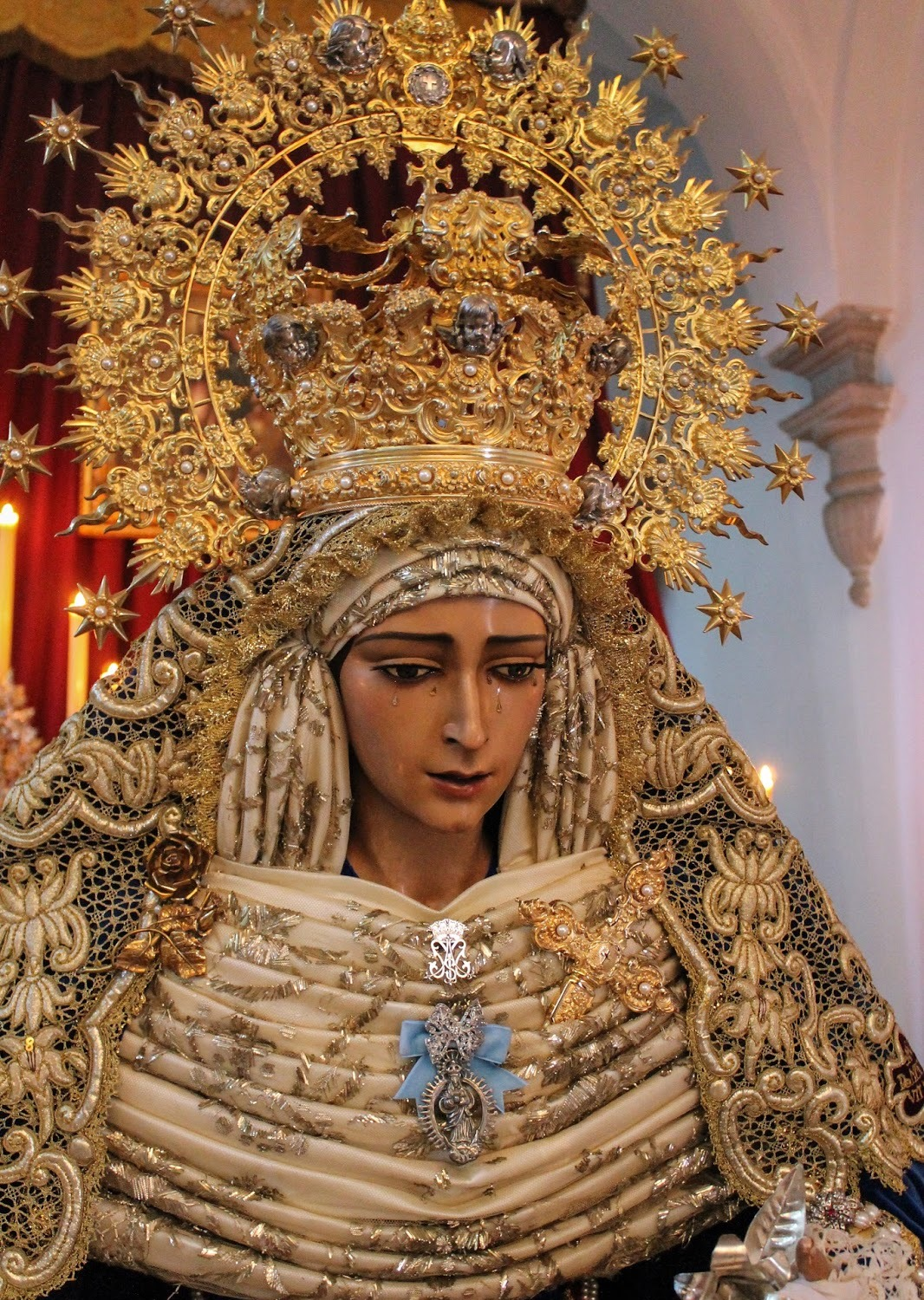
María Santísima de la Encarnación.

Obra del imaginero sevillano Luis Álvarez Duarte en 1980, quien se encargaría de restaurarla en 1985 y 2016. Se trata de una Dolorosa de aspecto joven, con mirada baja, ojos llorosos, casi sumisa ante el futuro que le aguarda a su Hijo. El entrecejo apenas se curva, nariz recta y boca entreabierta.
Es la única imagen mariana cordobesa en ser procesionada por costaleras. Su paso de palio actual fue ejecutado a lo largo de los años ochenta, con un palio dorado en oro con la técnica del recorte sobre malla de oro acrílica y terciopelo granate. Los enseres y piezas que lo componen se encuentran en un estado delicado de conservación, y en el caso del palio y respiraderos, ya que al tratarse de bordados de recorte, no admiten un pasado a nuevos tejidos. Cuenta con unas proporciones pequeñas, sobre todo estrechas, para la armonía total de un conjunto de paso de palio y las características de la imagen. No obstante, recientemente ha sido aprobado un proyecto para un nuevo paso de palio, el cual será obra de Francisco Javier Sánchez de los Reyes. De estilo barroco, no tiene fecha prevista para su estreno, pero se espera que respete la estética de actual palio. 

## Música
- Nuestro Padre Jesús del Silencio (primer paso): Banda de Cornetas y Tambores de Nuestra Señora de la Salud, de Córdoba.

- Santísimo Cristo del Amor (segundo paso): Banda de Cornetas y Tambores Maestro Valero, de Aguilar de la Frontera.

- María Santísima de la Encarnación (tercer paso): Banda de Música Santa Cecilia, de Montoro (Córdoba).

### Patrimonio Musical
- Vida de un Alma, escrita por Luis Bedmar Encinas en 1958.
- Nuestra Señora de la Encarnación, escrita por Casto Contreras López en 1980.
- Virgen de la Encarnación, escrita por Abel Moreno Gónez en el año 1992.
- Crucificado del Cerro, escrita por Rogelio Conesa en el 2002.
- Al Amor de Dios, escrita por Antonio García, Javier Palos y Pedro M. Pacheco en el 2009.
- Silencio ante Herodes, escrita por Jesús Lora.
- Costaleras de la Encarnación, escrita por Salvador Hidalgo Dorado.
- Al Señor del Silencio, de Manuel Roldán Roldán.
- El silencio de Dios, de Juan José Piedra Barrios.
- Amor de un barrio, de Ignacio José García Pérez.
- El Desprecio, de Jesús María Paredes.

## Recorrido
- Recorrido de Ida: Salida (17:30 Cruz de Guía) Plaza Cristo del Amor, Beato Henares, Rosario, Plaza Sta. Teresa, Bajada del Puente, Puente Romano.
- Recorrido Oficial: Triunfo, Torrijos, Perdón, Patio Naranjos, SANTA IGLESIA CATEDRAL, Patio Naranjos, M. González Francés.
- Recorrido de Vuelta: C. Luis de la Cerda, Triunfo, Puente Romano, Calahorra, Avd. Fray Albino, Calle Burgos, Beato Henares, Plaza Cristo del Amor, Entrada (00:30 Cruz de Guía).[10]

## Paso por la Carrera Oficial
| Predecesor: La Esperanza | Orden de entrada en la carrera oficial (Domingo de Ramos) Quinto lugar | Sucesor: El Huerto |